# Cantó de Guillon
El cantó de Guillon és un cantó francès del departament del Yonne, situat al districte d'Avallon. Té 17 municipis i el cap és Guillon.

## Municipis
- Bierry-les-Belles-Fontaines
- Cisery
- Cussy-les-Forges
- Guillon
- Marmeaux
- Montréal
- Pisy
- Saint-André-en-Terre-Plaine
- Sainte-Magnance
- Santigny
- Sauvigny-le-Beuréal
- Savigny-en-Terre-Plaine
- Sceaux
- Trévilly
- Vassy-sous-Pisy
- Thizy
- Vignes

## Història
| Data d'elecció                           | Identitat       | Partit          | Qualitat |
| ---------------------------------------- | --------------- | --------------- | -------- |
| 1951-1970                                | M. Dormont      | Divers droite   |          |
| 1970-2001                                | André Bonnet    | RI, després UDF |          |
| 2001-                                    | Jean-Marie Jost | Divers droite   |          |
| les dades anteriors no són pas conegudes |                 |                 |          |
|                                          |                 |                 |          |

## Demografia
| A partir de 1990: Població sense dobles comptes |